# Anthony Edwards (remero)
Anthony John Edwards (Ballarat, 22 de diciembre de 1972) es un deportista australiano que compitió en remo.
Participó en cinco Juegos Olímpicos de Verano, entre los años 1996 y 2012, obteniendo tres medallas, bronce en Atlanta 1996 (doble scull ligero), plata en Sídney 2000 (cuatro sin timonel ligero) y plata en Atenas 2004 (cuatro sin timonel ligero).
Ganó cinco medallas en el Campeonato Mundial de Remo entre los años 1995 y 2011.

## Palmarés internacional
| Juegos Olímpicos   | Juegos Olímpicos          | Juegos Olímpicos  | Juegos Olímpicos          |
| Año                | Lugar                     | Medalla           | Prueba                    |
| ------------------ | ------------------------- | ----------------- | ------------------------- |
| 1996               | Atlanta (Estados Unidos)  | Medalla de bronce | Doble scull ligero        |
| 2000               | Sídney (Australia)        | Medalla de plata  | Cuatro sin timonel ligero |
| 2004               | Atenas (Grecia)           | Medalla de plata  | Cuatro sin timonel ligero |
| Campeonato Mundial |                           |                   |                           |
| Año                | Lugar                     | Medalla           | Prueba                    |
| 1995               | Tampere (Finlandia)       | Medalla de bronce | Doble scull ligero        |
| 1998               | Colonia (Alemania)        | Medalla de bronce | Cuatro sin timonel ligero |
| 1999               | St. Catharines (Canadá)   | Medalla de plata  | Cuatro sin timonel ligero |
| 2010               | Cambridge (Nueva Zelanda) | Medalla de plata  | Cuatro sin timonel ligero |
| 2011               | Bled (Eslovenia)          | Medalla de oro    | Cuatro sin timonel ligero |